# USS San Jacinto (CVL-30)
La USS San Jacinto (CVL-30) è stata una portaerei leggera appartenente alla classe Independence che ha servito nell'Oceano Pacifico la Marina degli Stati Uniti durante la seconda guerra mondiale. Fu chiamata per ricordare la Battaglia di San Jacinto durante la Rivoluzione del Texas. L'ex presidente degli Stati Uniti George H. W. Bush prestò servizio a bordo della nave durante la seconda guerra mondiale.